# Manuel Odría
José Manuel Arturo Odría Amoretti (født 26. november 1897, død 18. februar 1974) var Perus præsident i 1948-50 og 1950-56.
Han kom til magten ved et militærkup.